# Estadio Eduardo Santos
El Estadio Eduardo Santos inaugurado en 1951, antiguo escenario deportivo del Magdalena, perteneciente a la Villa olímpica del distrito samario, servía a los partidos de local del Unión Magdalena, pero desde su inauguración no solo ha sido la sede del club de fútbol de Unión Magdalena, hasta que el escenario, de carente infraestructura y en mal estado, quedó en desuso. De todas formas, hay proyectos para revitalizar el estadio y mejorar sus alrededores. Su gramado también fue testigo del nacimiento de destacadas figuras del fútbol colombiano como el excapitán de la selección Colombia, Carlos 'El Pibe' Valderrama. Cuenta actualmente con una capacidad de 22 000 espectadores.
Su última remodelación relacionada con aforo fue en 1998, con una inversión de 340 millones de pesos; bajo la administración del alcalde de turno se hizo la construcción de la Tribuna Sur del estadio, aumentando su aforo en 3700 espectadores. El 3 de marzo de 2013 el Unión Magdalena jugó su último partido en el estadio contra Llaneros FC, en cumplimiento de la orden de cerrar definitivamente el Eduardo Santos debido a sus precarias condiciones, que ya no garantizaban la seguridad de los asistentes. El estadio debe su nombre en honor a Eduardo Santos político y periodista colombiano, Presidente de la República de 1938 a 1942.
En su entrada se encuentra una estatua hecha en bronce, en honor a Carlos 'El Pibe' Valderrama, uno de los mejores futbolistas de la historia del fútbol colombiano. Actualmente en estadio se encuentra en abandono y existe un proyecto para remodelarlo que se encuentra en curso. Por el deterioro de su infraestructura, el estadio será demolido ya que Santa Marta fue elegida sede de los Juegos Bolivarianos 2017 y el nuevo estadio de Santa Marta fue construido en un sector conocido como Bureche (Estadio Sierra Nevada).
También fue sede del equipo Deportivo Samarios en la Primera A en 1951 y 1952 y en la Primera C en 1993 y en la Primera B en 1994, Samarios logró la mayor goleada en la historia del fútbol colombiano, un 12-1 sobre Universidad Nacional. La temporada siguiente fue la última de Samarios, ocupando el puesto 11 del campeonato. Posteriormente fue refundado bajo el nombre de Unión Magdalena.

## Sede Para Copa Mundial de Fútbol de 1986
En junio de 1974, la FIFA cuando había designado a Colombia como sede de la Copa Mundial de Fútbol de 1986, siendo la primera vez que Colombia había sido elegido como sede de este torneo. Sin embargo, con el paso del tiempo, la posibilidad de que Colombia pudiese realmente albergar el evento se fue desvaneciendo. Una serie de exigencias establecidas por el Comité Ejecutivo de la FIFA no podían ser cumplidas por el Comité Organizador. El estadio Eduardo Santos, había sido seleccionado como sede para este evento. Una placa de mármol que reposa sobre una de las columnas del Estadio Olímpico de Santa Marta, recuerda con decoro aquella gesta que no se cumplió.

## Estatua Carlos Valderrama

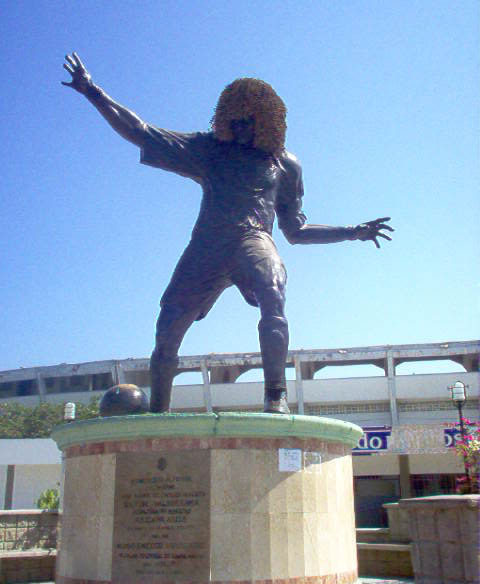
Estatua del Pibe Valderrama, en su ciudad natal Santa Marta.

Colombia develó en 2002 una estatua de bronce de seis metros de altura y siete toneladas de peso con la figura del volante Carlos “El Pibe” Valderrama, el futbolista más talentoso y destacado a nivel internacional de este país sudamericano. El monumento, considerado como la escultura en bronce más grande del mundo para un futbolista, fue levantado en las afueras del estadio Eduardo Santos de la caribeña ciudad de Santa Marta. La obra de arte en honor a Valderrama, está ubicada sobre un pedestal de tres metros de altura, tuvo un costo de 130 000 dólares, fue esculpida por Amilkar Ariza, quien logró plasmar los detalles del rostro y la abundante cabellera rubia del internacional colombiano. Fue develada en una majestuosa ceremonia con juegos artificiales a la que asistieron unas 14 000 personas, incluidos 3000 invitados especiales.

## Futuro del estadio
Luego de la partida del Unión Magdalena en 2013 hacia Riohacha, el escenario fue cerrado, y únicamente habilitado en algunas ocasiones para partidos de categorías Sub-17 o Sub-20. Con la construcción de un estadio de fútbol nuevo para los Juegos Bolivarianos de 2017, está por definir si el escenario será demolido, lo cual ha causado polémica, o si finalmente es declarado Patrimonio Nacional y Monumento como es el caso del Estadio Alfonso López Pumarejo de la Ciudad Universitaria de Bogotá.

## Eventos
- Juegos Nacionales 1951
- Concierto: Chayanne 1992
- Olimpiadas Fides 2001
- Reconocimiento a Carlos Valderrama 2002
- Concierto: Carlos Vives | Tour del Éxito 2010
- Olimpiadas Fides 2012